# Hora dourada

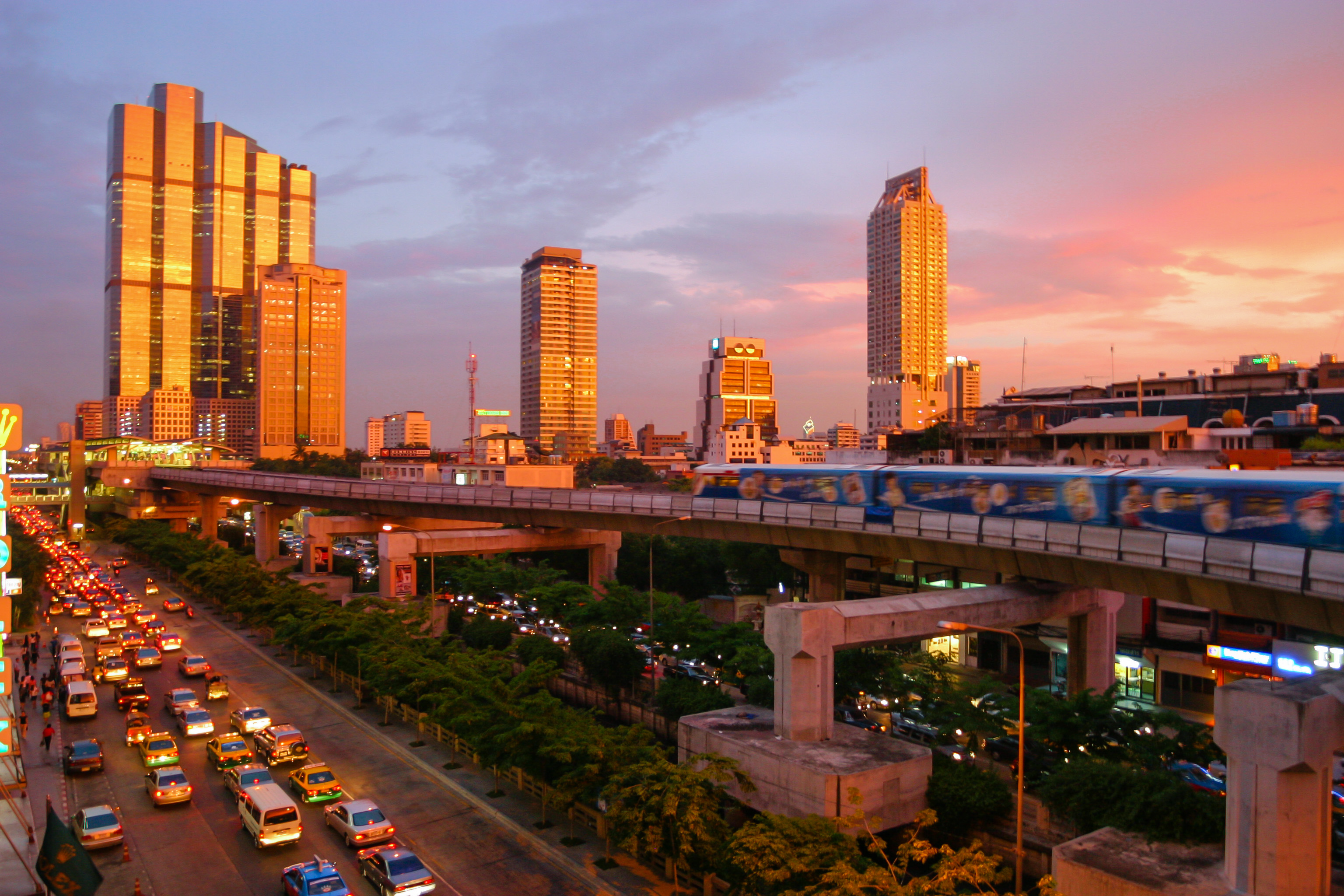
Banguecoque durante a hora dourada

Hora dourada (ou hora mágica) é uma expressão utilizada no ramo da fotografia na qual refere-se ao período do crepúsculo logo após o nascer do sol e logo antes do pôr do sol quando a luz do dia é mais avermelhada e mais suave do que quando o Sol está mais alto no céu.
O período de tempo um pouco antes da hora mágica do nascer do sol, ou depois do pôr do sol, é chamado de "hora azul". É quando o sol está a uma profundidade significativa abaixo do horizonte, quando a luz solar residual indireta assume uma tonalidade predominantemente azul e não há sombras nítidas porque o sol não nasceu ou se pôs.

## Detalhes

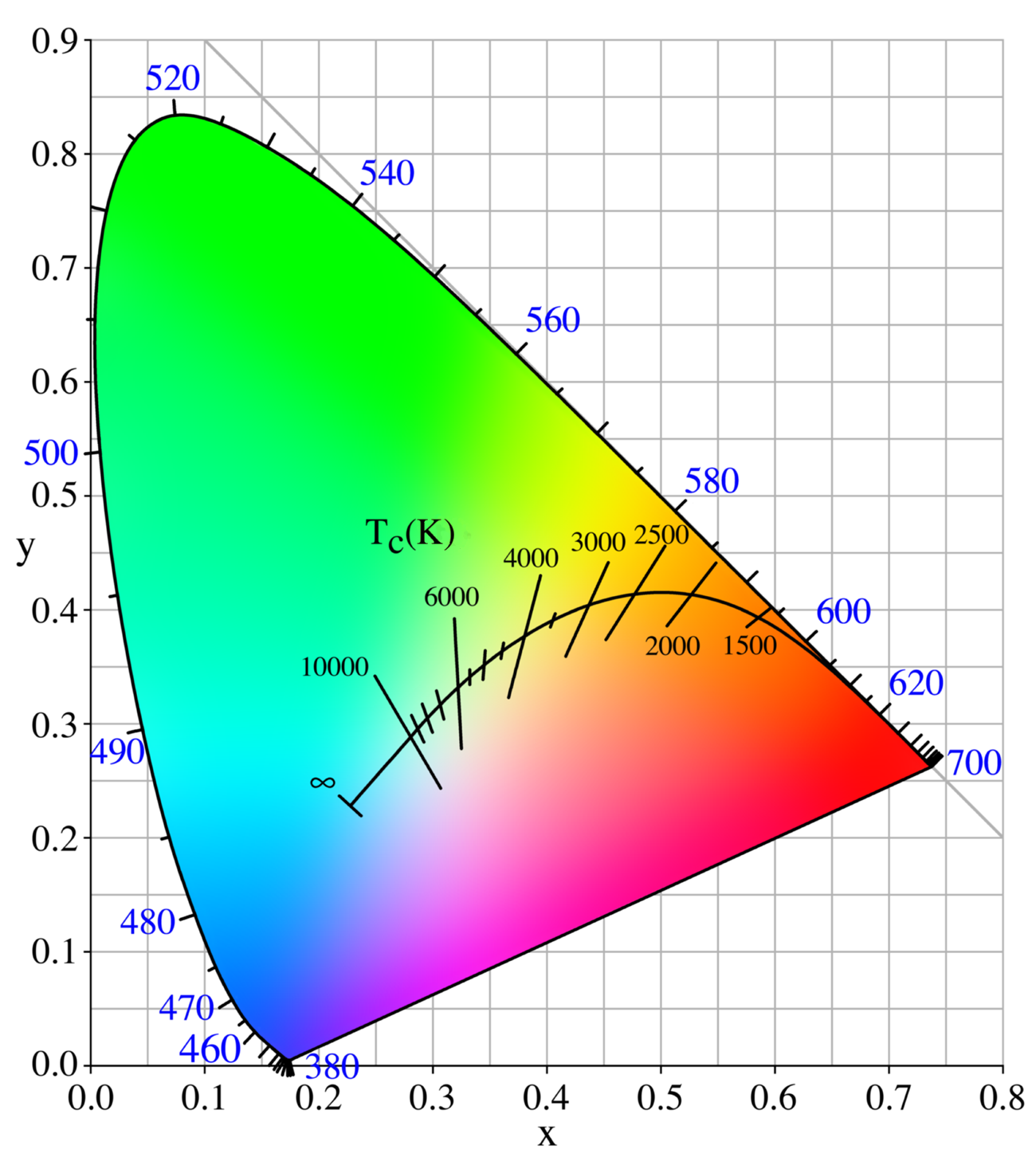
A temperatura da cor da luz do dia varia com a hora do dia. Tende a ser em torno de 2 000 K logo após o nascer do sol ou antes do pôr do sol, cerca de 3 500 K durante a "hora dourada" e cerca de K ao meio - dia. A temperatura da cor também pode mudar significativamente com a altitude, latitude, estação e condições climáticas

Quando o sol está baixo, acima do horizonte, os raios solares devem penetrar na atmosfera por uma distância maior, reduzindo a intensidade da luz direta, de forma que mais da iluminação venha da luz indireta do céu, reduzindo a relação de iluminação. Este é tecnicamente um tipo de difusão de iluminação. Mais luz azul é espalhada, portanto, se o sol estiver presente, sua luz parecerá mais avermelhada. Além disso, o ângulo baixo do sol acima do horizonte produz sombras mais longas.
O termo hora é usado figurativamente; o efeito não tem duração claramente definida e varia de acordo com a estação e a latitude. O caráter da iluminação é determinado pela altitude do sol, e o tempo para o sol se mover do horizonte para uma altitude especificada depende da latitude do local e da época do ano. Em Los Angeles, California, uma hora após o nascer do sol ou uma hora antes do pôr do sol, o sol está a uma altitude de cerca de 10–12°. Para um local mais próximo da linha do equador, a mesma altitude é alcançada em menos de uma hora, e para um local mais distante do equador, a altitude é alcançada em mais de uma hora. Para um local suficientemente longe do equador, o sol pode não atingir uma altitude de 10°, e a hora de ouro dura o dia inteiro em certas estações.
No meio do dia, o sol forte pode criar destaques fortes e sombras escuras. O grau em que a superexposição pode ocorrer varia porque diferentes tipos de filmes e câmeras digitais têm diferentes faixas dinâmicas. Este problema de iluminação severa é particularmente importante na fotografia de retratos, onde um flash de preenchimento é frequentemente necessário para equilibrar a iluminação no rosto ou corpo do assunto, preenchendo sombras fortes que geralmente são consideradas indesejáveis.

Como o contraste é menor durante a hora dourada, as sombras são menos escuras e os realces têm menos probabilidade de ficarem superexpostos. Na fotografia de paisagem, a cor quente do sol baixo é frequentemente considerada desejável para realçar as cores da cena. É a melhor hora do dia para fotografia natural quando se deseja luz difusa e quente.

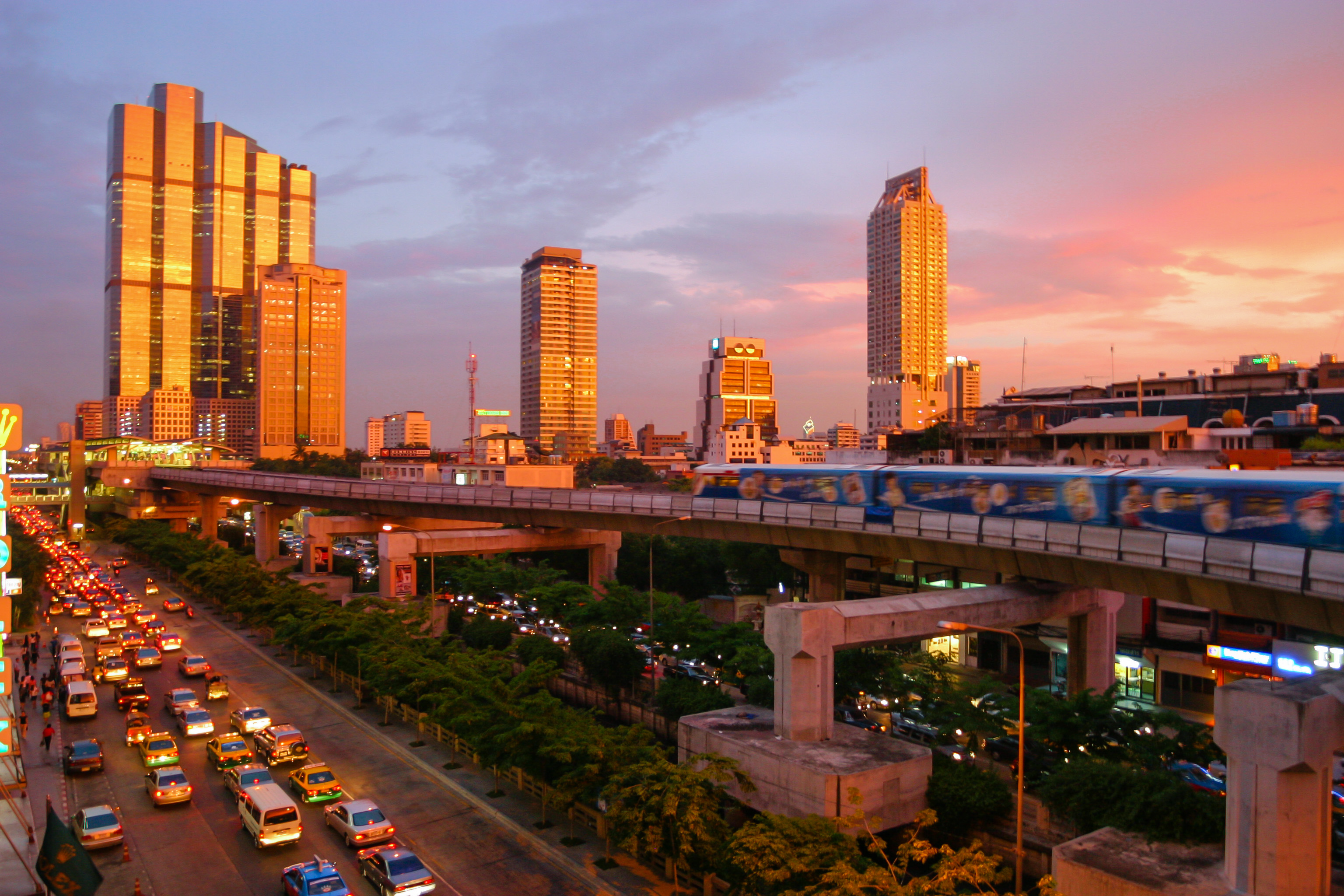
Bangkok durante a hora de ouro
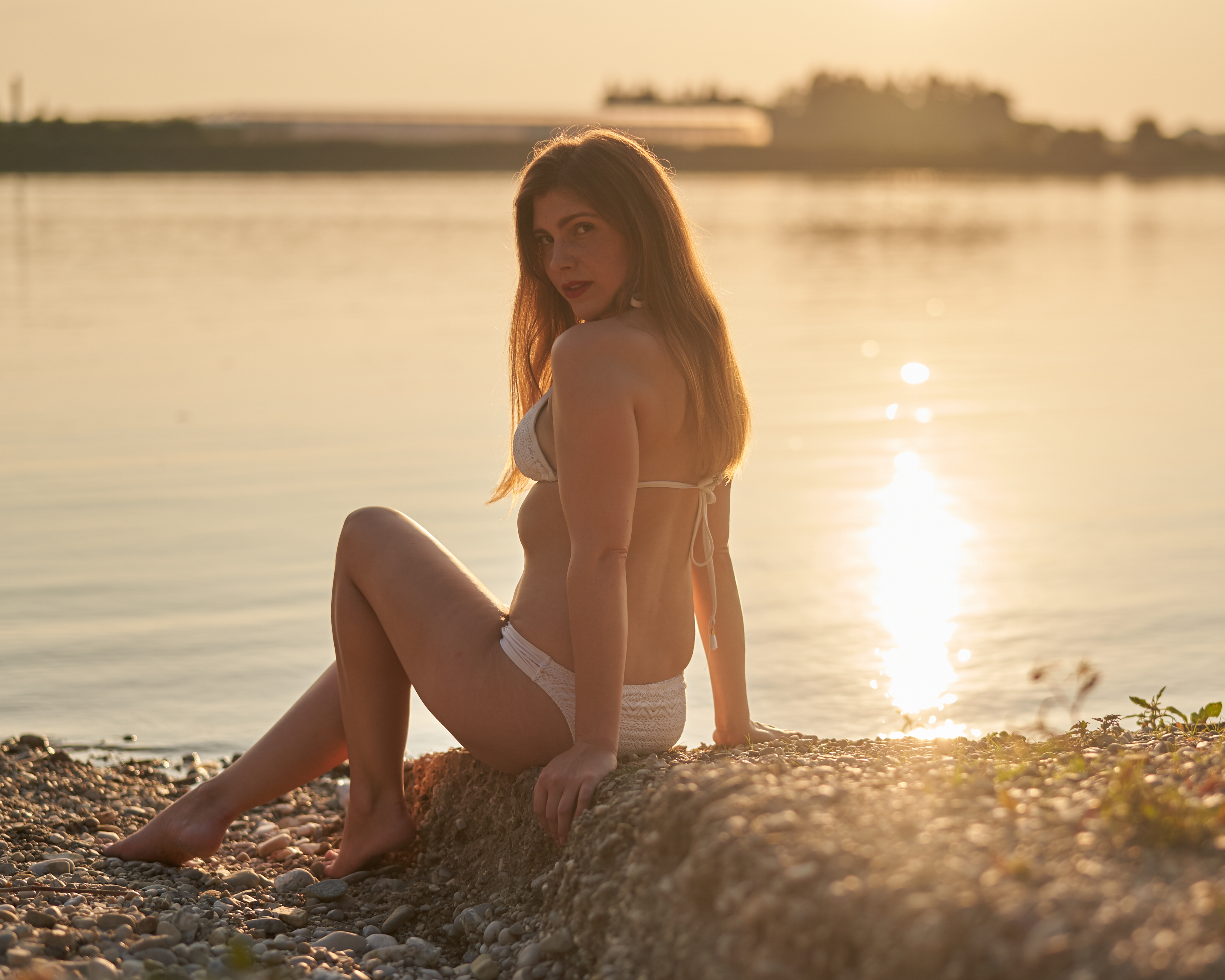
Uma imagem de uma série de 1,5 hora no sul de Munique durante a hora de ouro
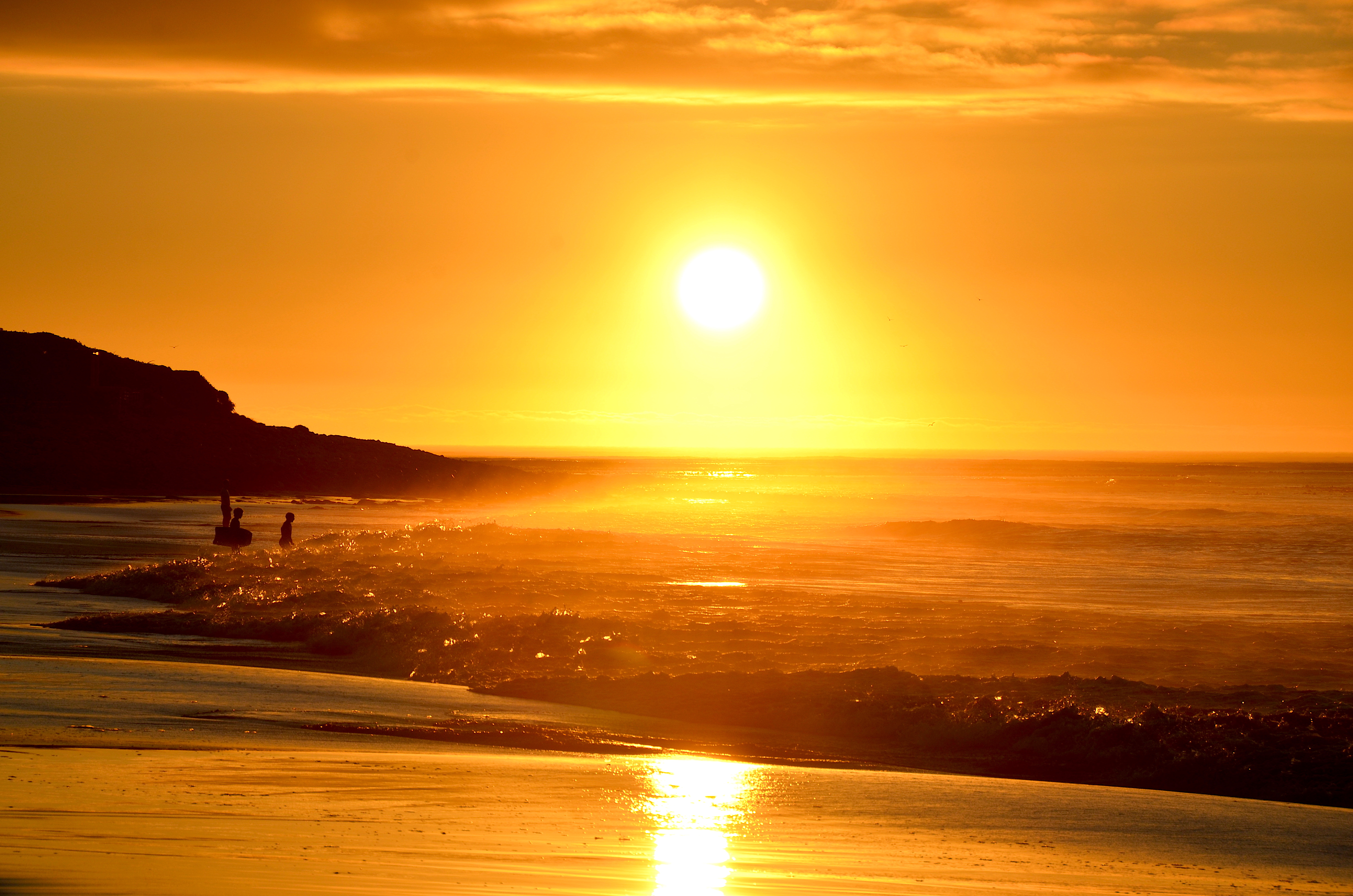
Hora de ouro em Long Beach, na África do Sul
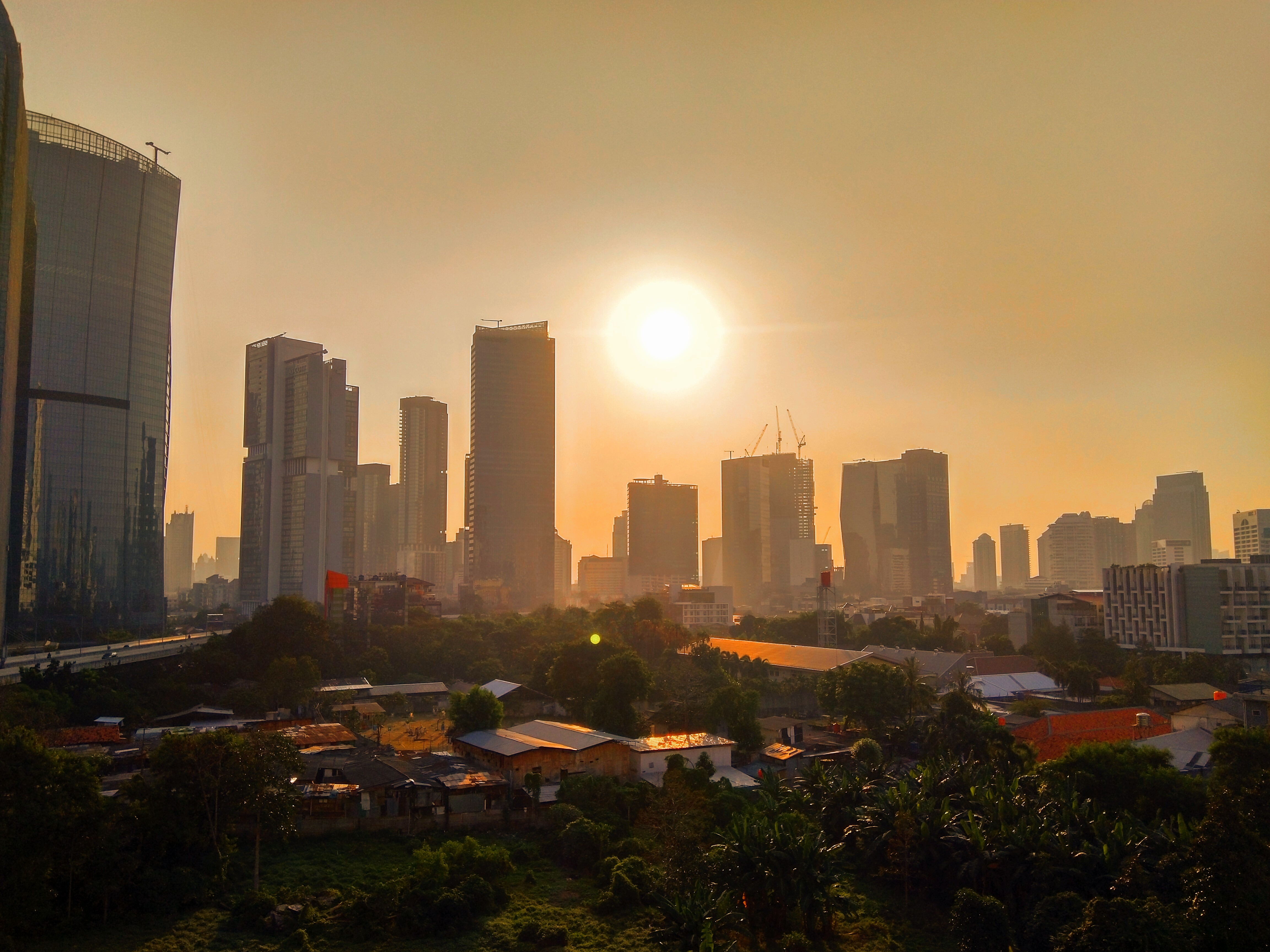
Uma vista do horizonte de Jacarta durante a hora de ouro